# Kristian Hude

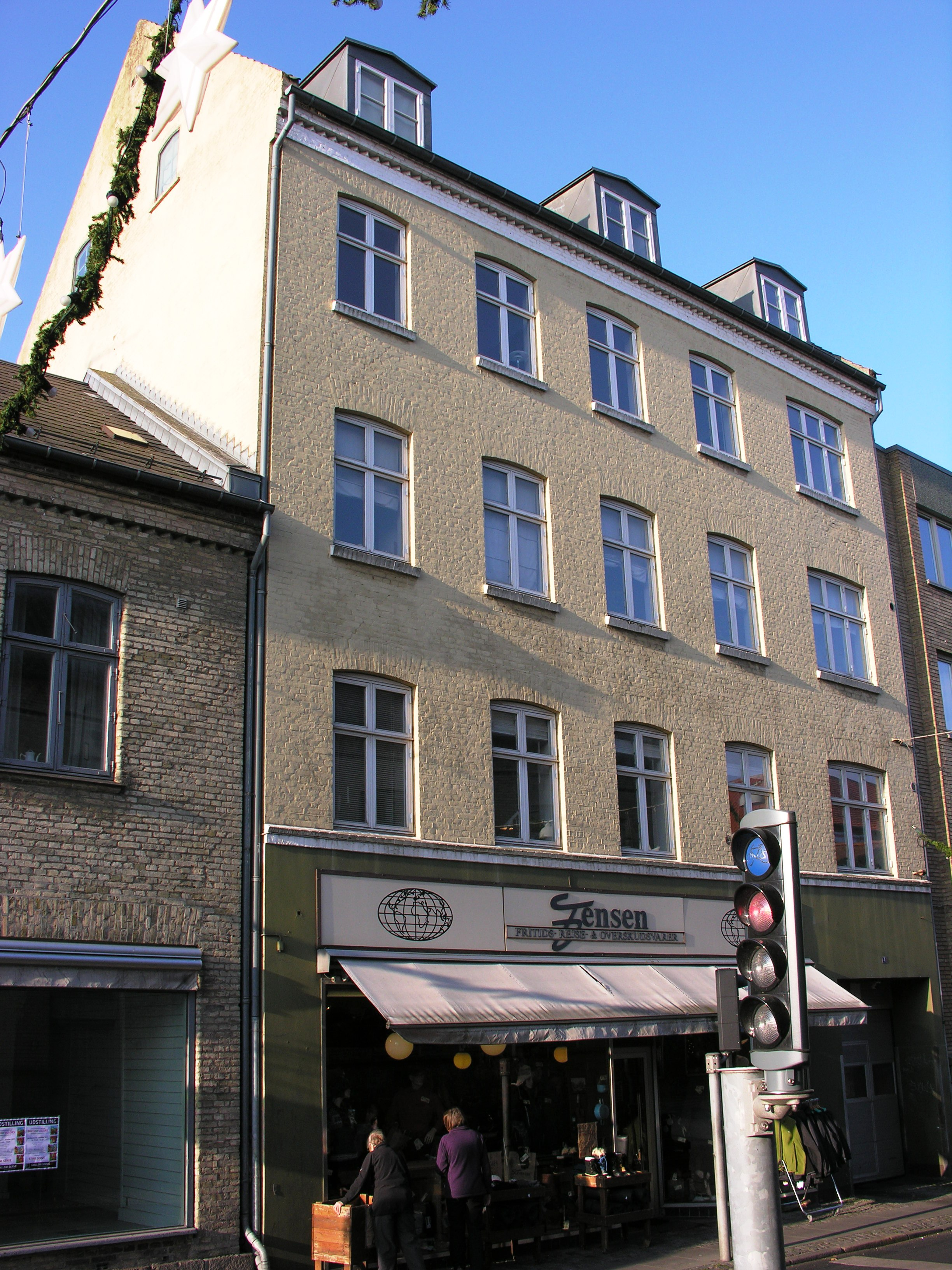
Dom rodzinny Kristiana Hudego w Roskilde przy ul. Ringstedgade 4

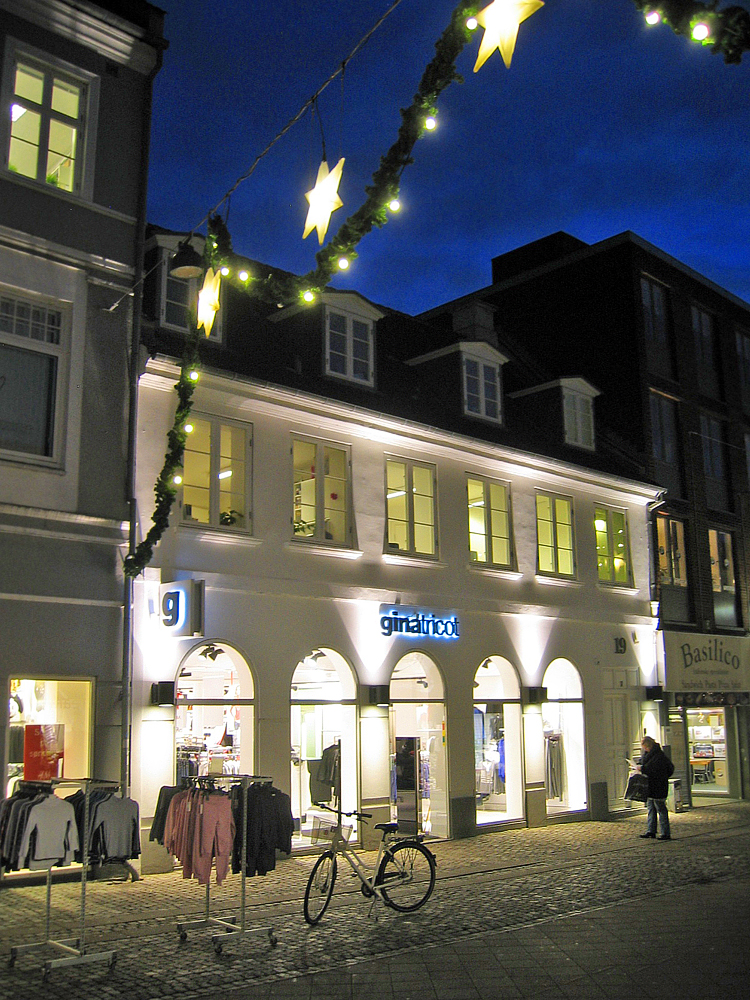
Dom przy ul. Skomagergade 19 w Roskilde, gdzie Kristian Hude mieszkał po powrocie do rodzinnego miasta w 1899

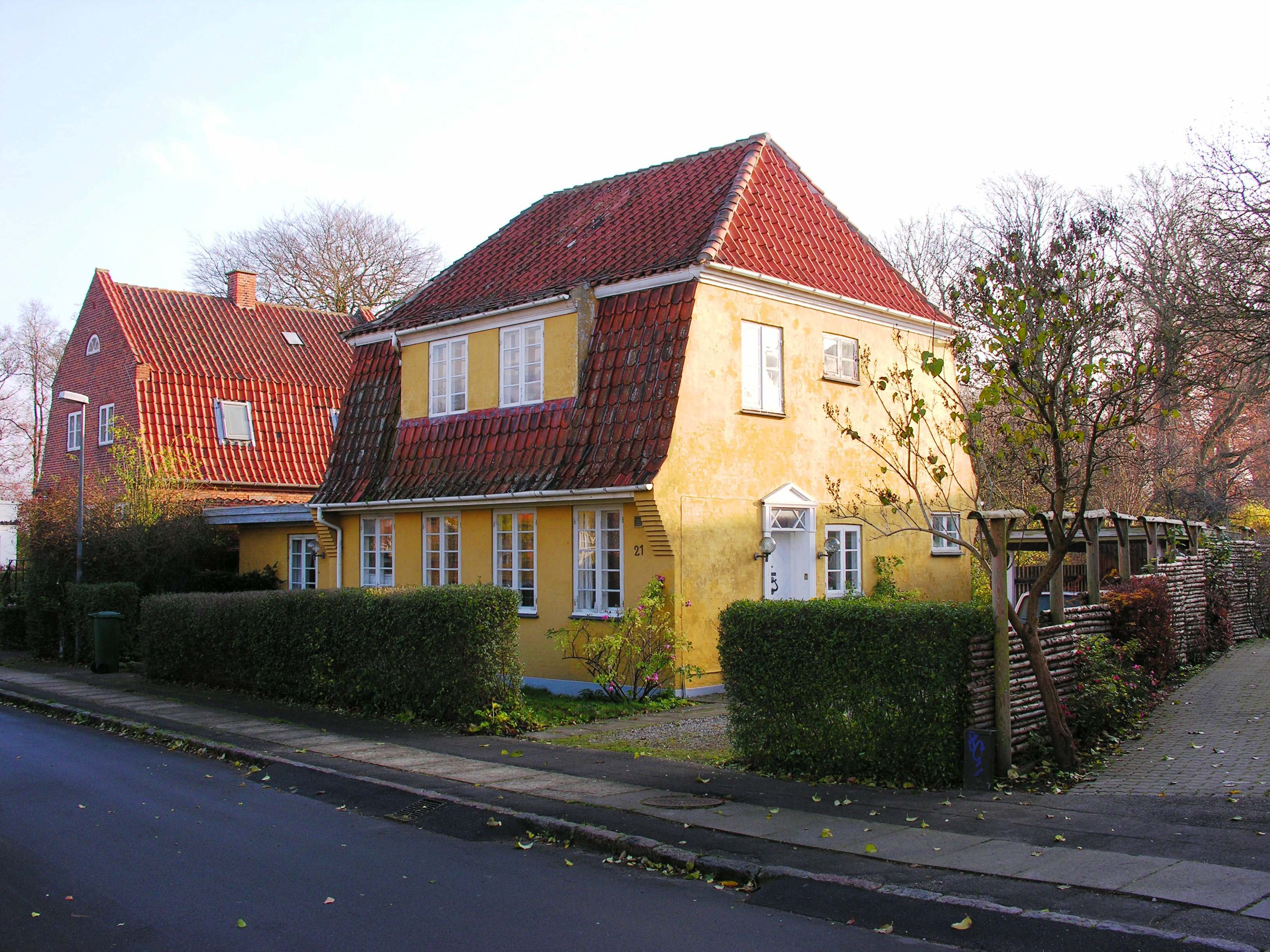
Dom przy ul. Klostervang 21 w Roskilde, gdzie Kristian Hude mieszkał od 1912 do swej śmierci w 1929

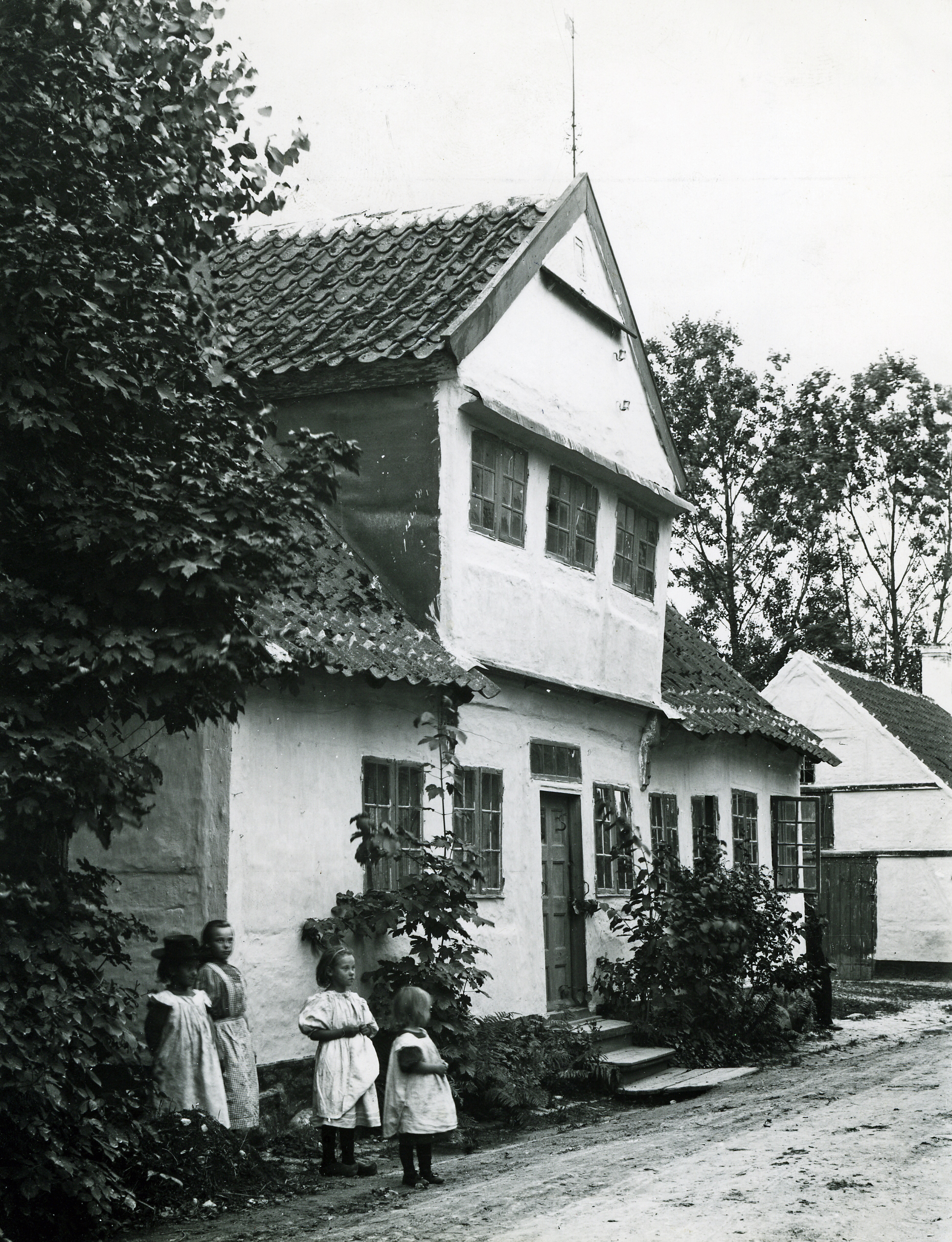
Kildehuset (Dom pod Źródłem) w Roskilde, fotografia Kristiana Hudego z 1899

Kristian Hude (właśc. Kristian Ludvig von der Hude, ur. 16 sierpnia 1864 w Roskilde, zm. 28 grudnia 1929 w Roskilde) – duński fotografik dokumentujący dziedzictwo narodowe Danii i życie duńskiej biedoty miejskiej na przełomie XIX i XX wieku.

## Życiorys

### Dzieciństwo i młodość
Kristian Hude był drugim synem (i czwartym dzieckiem) adwokata Sofusa Valdemara von der Hude (1830-1899) i jego żony Johanne z domu Tulinius. Urodził się w 1864, w dwa lata po przeprowadzce rodziny do Roskilde, gdzie jego ojciec otrzymał stanowisko rejenta. Wychowywał się wraz ze swym rodzeństwem: starszą siostrą Anną (historyczką, pierwszą Dunką, która zdobyła doktorat), starszym bratem Karlem (który został znanym lingwistą i wykładowcą uniwersyteckim), starszą siostrą Johanne i młodszym bratem Svenem, który został aptekarzem w Nowym Jorku). Kristian ukończył lokalne gimnazjum, tzw. szkołę katedralną (Katedralskole), gdzie okazał się zdolnym uczniem, plasując się na drugim miejscu w klasie. Po zdaniu matury w 1881 rozpoczął studia filologiczne na Uniwersytecie Kopenhaskim. Zamieszkał w renomowanej bursie studenckiej Regensen. Od nauki bardziej pociągało go życie studenckie i działalność polityczna w lewicowych organizacjach studenckich. Po relegowaniu w 1888 z bursy za inspirowanie i aktywny udział w znieważeniu pochodu studenckiego podczas obchodów srebrnego jubileuszu panowania Chrystiana IX, Hude stał się tzw. wiecznym studentem. Nigdy nie ukończył studiów, zadowalając się tytułem "kandydata nauk filozoficznych".

### Poszukiwanie powołania
Porzuciwszy studia, Hude zaczął poszukiwać pracy. Z nieukończonymi studiami humanistycznymi najbardziej oczywistym wyborem okazała się posada nauczyciela domowego. W latach 1894–1896 nauczał w Brøderup na Bornholmie, przenosząc się następnie bliżej domu rodzinnego, do Lorup k. Sorø, gdzie pracował ok. 1896-1897. W tym okresie zainteresował się fotografią, która z początku była dla niego niczym więcej niż zwykłym hobby. Hude kupił aparat fotograficzny i każdą niedzielę spędzał przemierzając okoliczne wsie i miasteczka, fotografując zabytkowe kościoły. Wkrótce miało się okazać, że jego hobby stanie się także jego powołaniem. Podczas wakacji Hude fotografował swoje rodzinne miasto, Roskilde, zaczynając od lokalnej katedry. W 1894 zastrzegł sobie prawa autorskie do czterech fotografii katedry i miasta Roskilde. Pomimo popularności, jaką się cieszył jako nauczyciel, Hude postanowił porzucić tę profesję dla swojej nowej pasji, z której postanowił uczynić także źródło swego utrzymania.

### Nauka rzemiosła i działalność zawodowa
Po rozstaniu się z zawodem nauczycielskim Hude nawiązał kontakt z nadwornym fotografem, Peterem Elfeltem, u którego pobierał nauki profesjonalnego fotografowania. W 1899 powrócił do Roskilde, gdzie osiadł już na stałe. Początkowo zamieszkał przy ul. Skomagergade 19, później przeniósł się do nieistniejącego już domu przy ul. Algade 26, gdzie mieszkał do 1912. Tam też miał swoją pracownię, chociaż nie było to atelier fotograficzne, a jedynie proste pomieszczenie, w którym znajdował się jego warsztat fotograficzny. Hude, w odróżnieniu od współczesnych mu fotografów, interesował się artystycznym fotografowaniem duńskiego dziedzictwa narodowego, a później także dokumentowaniem życia biedoty miejskiej w Danii. Do swych fotografii niemal zawsze, jako sztafażu, używał mieszkańców czy przypadkowo spotkanych przechodniów. Nigdy nie zajmował się fotografią portretową, która stanowiła zazwyczaj źródło utrzymania większości ówczesnych fotografów w Danii. Z powodu nikłego zainteresowania fotografią artystyczną, dokumentującą architekturę duńskich miast i wsi, pierwsze lata działalności Hudego były dla niego dosyć trudne. Fotograf, objuczony ciężkim sprzętem fotograficznym i szklanymi kliszami, na których utrwalał obrazy odchodzącej Danii, pieszo przemierzał kraj wzdłuż i wszerz, dokumentując wygląd licznych świątyń, zamków, pałaców i innych obiektów. Z powodu skromnych dochodów prowadził spartański tryb życia, oszczędzając na wydatkach na noclegi i pożywienie. Jak sam się wyraził:

Osoby prywatne wykazywały żałośnie małe zainteresowanie zakupem fotografii.

Tylko w lecie 1910 Hude odwiedził i sfotografował ok. 300 kościołów, 90 dworów i 20 miast. Pokłosiem jego wakacyjnych wędrówek po kraju była kolekcja ponad 6000 szklanych klisz, dokumentujących architekturę Danii na pocz. XX w. Przełom w zawodowej działalności Hudego nastąpił po poznaniu Jacoba Kornerupa, historyka sztuki, który umożliwił fotografowi nawiązanie kontaktów z Muzeum Narodowym i Muzeum Artystyczno-Przemysłowym w Kopenhadze. Obydwie instytucje prędko zainteresowały się fotografiami Kristiana Hude, który został de facto ich oficjalnym fotografem. Muzeum Narodowe wystawiło mu także specjalny dokument, który otwierał przed fotografem bramy wszystkich zamków i pałaców, znajdujących się w prywatnych rękach. Prace artysty znalazły także uznanie kręgów zawodowych. Periodyk „Architekten” tak oceniał kunszt fotograficzny Hudego w 1910:

Ten fotograf jest owładnięty nieprzeciętną pasją w stosunku do naszej dobrej, starej architektury; jego nieomylny smak i wyczucie oddziaływania architektury, opanowanie gry cienia i światła, ujęcia i dystansu, czyni z niego wyśmienitego fotografa. Fotografowanie nie jest dlań jedynie sposobem na zarabianie pieniędzy. Przemierza wszelakie, często odległe, zakątki kraju fotografując wszystko to, co posiada wartość, i czyni to bez małodusznego względu na osiągnięcie osobistych korzyści.

Pracami artysty zainteresowały się także zagraniczne muzea, domy wydawnicze, architekci, artyści, a także osoby prywatne. Wiele ze swych fotografii Hude sprzedał duńskim i niemieckim wydawnictwom. W samych Niemczech pewien odbiorca zakupił ponad 3000 zdjęć fotografa z Roskilde, a zdjęcia, których autorem był Hude, ilustrują znakomitą większość wydanej w 1914 w Monachium pracy dr. Edwina Redsloba o dawnej duńskiej architekturze pt. Architektur und Kunstgewerbe in Alt Dänemark. W Danii wielki leksykon geograficzny kraju pt. Danmark, autorstwa Trapa, został zilustrowany fotografiami artysty, jedynego, który wówczas mógł dostarczyć materiał ikonograficzny, dokumentujący miasta i zabytki na terenie całej Danii. W samym Roskilde w 1904 rada miejska zleciła fotografowi wykonanie fotograficznych reprodukcji starych obrazów, rycin i fotografii, dokumentujących życie miasta w latach wcześniejszych, by w ten sposób zachować je dla potomności. W marcu 1905 urządzono wystawę fotografii w miejscowym ratuszu. W 1919, w zamian za przekazanie placówce negatywów swoich prac, Hude otrzymał roczną państwową pensję w wysokości 800 koron, co umożliwiło mu skupienie się na swojej pracy bez konieczności zabiegania o środki na prowadzenie dalszej działalności. Wcześniej, w 1912, artysta przeprowadził się do niewielkiego domu przy ul. Klostervang 21, wzniesionego częściowo według własnego projektu. Przy skromnych dochodach fotografa budowa domu była możliwa dzięki darowi oszczędności, który Hude wyniósł z domu rodzinnego. Jego nowy dom stał się małym muzeum, gdzie Hude gromadził wszelakie przedmioty, często dosyć przypadkowe, które sam uznał za godne kolekcjonowania. Pośród nich była kolekcja skarbonek (obecnie w Muzeum Roskilde), które kupował w różnych krajach, oraz wiele innych osobliwości antykwarycznych. Jedyną dziedziną kolekcjonerstwa, którą fotograf gardził, była filatelistyka. Znany ze swego dosadnego języka, Hude tak kiedyś wypowiedział się o swym stosunku do filatelistyki:

Wolałbym raczej kolekcjonować psie łajna [niż znaczki pocztowe]. Te przynajmniej można poukładać w słoiczkach z etykietkami z imionami kundli.

W ostatnich latach życia zajęty był myślą utworzenia w Roskilde muzeum, któremu zapisał w testamencie część swojej kolekcji. Klisze fotograficzne, które nie zostały wcześniej przekazane do Muzeum Narodowego w Kopenhadze, trafiły do właściciela księgarni w Roskilde, Andreasa Flensborga, który odkupił je od Hudego na krótko przed śmiercią fotografa. Spadkobiercy Flensborga przekazali je Archiwum Historycznemu w Roskilde.

## Życie osobiste i ostatnie lata
Kristian Hude nigdy się nie ożenił i mieszkał samotnie. Utrzymywał przyjacielskie kontakty z wieloma osobistościami z kręgów artystycznych Roskilde, m.in. z prozaikiem Gustavem Wiedem, z którym łączyło go zamiłowanie do fotografii. W jednej z książek, podarowanych Hudemu przez Wieda, pisarz pozostawił następującą dedykację:

Fotografowi Hude od fotografa Wieda.

W drugi dzień Bożego Narodzenia 1929 Hude poczuł się niedobrze i z polecenia swego lekarza został przewieziony do szpitala NMP w Roskilde, gdzie w dwa dni później zmarł na zawał serca, nie odzyskawszy przytomności. Fotograf już wcześniej cierpiał na nieuleczalną chorobę nerwową, która doprowadziła do paraliżu nóg i uniemożliwiała mu w ostatnich latach życia samodzielne poruszanie się. Kristian Hude został pochowany na cmentarzu Gråbrødre kirkegård w Roskilde, obok swego ojca. Nagrobek został rozebrany w 1947.